# Immatrikulationsbescheinigung
Eine Immatrikulationsbescheinigung oder Studienbescheinigung dient Studenten ergänzend zum Studentenausweis als Nachweis für ihre Immatrikulation an einer Hochschule. Die Bescheinigung ist dabei in der Regel für ein Semester oder Trimester gültig und wird von der Hochschulverwaltung ausgestellt. Neben vollständigem Namen, Geburtsdatum und -ort sind auch der Gültigkeitszeitraum sowie die wichtigsten Eckdaten zum Studium angegeben. Diese umfassen üblicherweise die Art des angestrebten Abschlusses, das Studienfach, das derzeitige Fachsemester sowie die Regelstudienzeit. Außerdem ist auf jeder Immatrikulationsbescheinigung eine sogenannte Matrikelnummer vermerkt, ein an der jeweiligen Hochschule eindeutiges Personenkennzeichen. Die Bescheinigungen sind meist maschinell erstellt und tragen keine Unterschrift. Viele Universitäten bieten daher heute die Möglichkeit einer Verifikation über das Internet an. Dazu enthält die Bescheinigung eine für jeden Studenten einmalige Verifikationsnummer. 
Die Studierenden erhalten oft mehrere Exemplare der Immatrikulationsbescheinigung, welche sich in ihrer Ausführlichkeit unterscheiden, um sie an verschiedenen Stellen als Studiennachweis einreichen zu können. Alternativ dazu bieten heute viele Hochschulen auch die Möglichkeit an, sich das Dokument herunterzuladen, meist als PDF-Datei.